# Forvik
Forvik o l'Estat Sobirà de Forvik (també coneguda com a Dependència de la Corona de Forvik) és una micronació situada a Forewick Holm, una illa de les Shetland. Fou fundada per Stuart Hill, mariner anglès conegut com a Capità Calamitat.

## Història

### Des dels vikings fins a l'actualitat
La història de l'Illa de Forvik està lligada a la història del seu arxipèlag, les illes Shetland. En concret al sentiment identitari nacionalista de Shetland, que cal resseguir fins al 790 d.C., quan els vikings ocuparen les illes exterminant la població local, d'arrels escoceses. El 875 s'integraren a l'estat noruec, al que pertangueren durant 7 segles. El 1469, el Cristià I, rei de Dinamarca i Noruega empenyorà les Illes Shetland, juntament amb les veïnes Illes Òrcades, davant el rei Jaume III d'Escòcia, per tal d'obtenir diners per poder fer front a la dot de la seva filla. D'aquesta manera, les illes passaren temporalment sota control escocès; segons el contracte signat, com en qualsevol penyora, només fins que Dinamarca retornés l'import rebut. El 1581, Jaume VI d'Escòcia i I d'Anglaterra i Irlanda es proclamà earl de les illes, imposant la sobirania sobre aquestes i fent avinent que no tornarien a mans daneses, malgrat els seus habitants se seguissin sentint nòrdics. Els anhels d'independència i els sentiments anti-escocesos cresqueren progressivament des de llavors, fins a assolir el seu pic a la dècada de 1930.

### L'aparició d'Stuart Hill
En un pla més contemporani, a mesura que anà prenent força el moviment independentista d'Escòcia respecte al Regne Unit, que culminaria en el referèndum de 2014 i que segueix en l'actualitat, les forces nacionalistes de Shetland es mobilitzaren més intensament per aprofitar el moment i reclamar més autonomia per a l'arxipèlag o fins i tot algun tipus d'estatus especial, semblant al de les illes Fèroe, administrades per Dinamarca.
En aquest context apareix la figura d'Stuart Hill, un mariner anglès nascut a Suffolk vora el 1943. És sovint conegut com a Capità Calamitat d'ençà que el 2001 inicià un intent de circumnavegar les Illes Britàniques i hagué de ser rescatat fins a 8 vegades. L'últim d'aquests rescats tingué lloc vora les Shetland, on fou hospitalitzat amb hipotèrmia.
El Capità Calamitat es tornà un ferm defensor de la sobirania de les Shetland i els seus llaços nòrdics. Desafiava el Regne Unit a respondre en quin moment exacte havien obtingut la sobirania sobre les illes. Una pregunta que mai ningú li respongué.

### Declaració de dependència directa i d'estat sobirà
Per a dur al límit la seva teoria, comprà l'Illa de Forewick Holm al seu anterior propietari, un resident de Papa Stour anomenat Mark King. El 21 de juny de 2008, Hill la declarà una dependència de la corona, independent del Regne Unit i de la Unió Europea. Reconegué com a cap de l'estat la reina d'Anglaterra, rebatejà l'illa amb el seu nom nòrdic, Forvik (el nom oficial de l'estat fou Dependència de la Corona de Forvik) i li assignà el mateix status que tenen avui dia l'Illa de Man, Guernsey i Jersey. Segons ell, totes les Shetland estan en el mateix estatus: són penyores des del 1469, per la qual cosa qualsevol que pugui assumir-ne el cost n'obtindria la sobirania. Des del moment que el Regne Unit mai no ha pagat per les Shetland, Hill defensa que no n'és l'ens sobirà.
El 2008 no hi havia cap resident permanent a l'illa, si bé Stuart Hill es disposà a canviar-ho i emprengué una moguda agenda política. Intentà edificar a l'illa sense demanar cap tipus de permís a ningú i convidà companyies petrolieres internacionals a explorar les aigües territorials forvikenques per a firmar possibles prospeccions. Fent tot això, Hill esperava convertir-se en inspiració per la resta de les Shetland i demostrar tot el que podrien fer si s'alliberaven del jou anglès.
Més enllà del xou mediàtic i de sortir en reiterades ocasions als diaris nacionals, Stuart Hill i el seu peculiar microestat no reberen cap reconeixement internacional. Sense anar més lluny, el Capità Calamitat, en funcions de primer ministre de Forvik, envià cartes a la seva cap d'estat que no foren mai respostes. Potser per buscar un nou boom mediàtic, el 23 de Febrer de 2011 Hill declarà la independència total de Forvik, proclamant-lo estat plenament sobirà.